# Batalla del Puente
La Batalla del Puente o Batalla de al-Jisr (en árabe: معركة الجسر‎) fue una batalla en la orilla del río Éufrates entre árabes musulmanes comandados por Abu Ubaid al-Thaqafi, y las fuerzas persas sasánidas comandadas por Bahman Jaduya. Tradicionalmente se dice que ocurrió en el año 634, y fue la única victoria importante de los sasánidas sobre los ejércitos musulmanes invasores.

## Contexto
Las fuerzas musulmanas ya se habían apoderado de Hira y tomado el control de las áreas circundantes habitadas por árabes de Mesopotamia, en la orilla oeste del río Éufrates. La caída de Hira conmocionó a los persas, y el "joven Yazdgerd, empezó a tomar con mayor seriedad el asunto de los árabes." Yazdgerd envió tropas a las áreas fronterizas árabes, y parecía estar ganando ventaja, pues Al-Muthanna tuvo que pedir refuerzos de Medina.
El nuevo Califa, Úmar, envió a Abu Ubaid a Mesopotamia para que tomara el mando, que al momento tenía Al-Muthanna. Se encontró con el ejército persa principal bajo el mando de Bahman Jaduya, cerca del lugar actual de Kufa. Los dos ejércitos se enfrentaron desde las orillas opuestas del Éufrates. Puesto que un puente cruzaba el río, la batalla llegó a conocerse como la Batalla del Puente.

## Batalla
Bahman invitó a Abu Ubayd a decidir quién debía cruzar el río. El segundo tomó la iniciativa, y cruzó el río agresivamente, lo que resultó desastroso. Según las descripciones, al ver los elefantes del ejército persa los caballos árabes se asustaron. Un elefante blanco al parecer arrancó con su trompa a Abu Ubayd de su caballo, y le pisoteó. Ante esto, y la incapacidad de las tropas árabes de hacer retroceder a los persas que habían formado una línea rígida cerca del puente, los árabes entraron en pánico y huyeron. Después de Abu Ubayd, tomaron el mando al-Hakam y Jabr, su hermano e hijo, respectivamente, y eventualmente al-Muthanna. Según la tradición, Al-Muthanna se quedó a luchar de modo que los árabes pudieran reparar el puente y escapar, perdiendo 4.000 hombres, -si bien no se conocen estimaciones adecuadas de las verdaderas cifras involucradas en esta y otras batallas contemporáneas. Alrededor de 3.000 árabes musulmanes fueron arrastrados por el río.
Las fuentes están de acuerdo en que por alguna razón, Bahman Jaduya decidió no perseguir al ejército árabe que huía.